# Park Narodowy „Pripyszminskije bory”
Park Narodowy „Pripyszminskije bory” (ros. Национальный парк «Припышминские Боры») – park narodowy położony w obwodzie swierdłowskim w Rosji. Znajduje się w rejonach talickim i tugułymskim, a jego obszar wynosi 490,5 km². Park został utworzony dekretem rządu Federacji Rosyjskiej z dnia 20 czerwca 1993 roku. Zarząd parku znajduje się w miejscowości Talica.

Park składa się z dwóch części widocznych na mapie. U góry po prawej część tugułymska, u dołu po lewej część talicka

## Opis
Park został utworzony w celu zachowania unikalnego kompleksu przyrodniczego lasów sosnowych. Znajduje się na zachodnim skraju Niziny Zachodniosyberyjskiej, w dolinach rzek Toboł, Pyszma i Tura. Większość terenu parku zajmują lasy (około 90% powierzchni) z czego 43% to lasy sosnowe. Pozostała część to bagna i jeziora oraz w niewielkim stopniu grunty orne i pastwiska. Największym zbiornikiem wodnym w parku jest jezioro Gurino. Klimat regionu jest kontynentalny, średnia temperatura w lipcu to +17,4 °C, w styczniu -17 °C.

## Flora i fauna
Oprócz lasów sosnowych są też w parku lasy świerkowe. Wśród drzew liściastych dominuje brzoza i osika. Roślinność jest typowa dla tajgi. Rośnie tu m.in. kosaciec syberyjski, lilia złotogłów, obuwik pospolity, nerecznica górska, turzyca pagórkowata, zawilec wielkokwiatowy, goździk piaskowy i widlicz Zeillera, czerniec czerwony, korzeniówka pospolita, gnidosz uralski, pępawa syberyjska.
Ssaki reprezentowane są przez 46 gatunków. Żyją tu m.in. wilki szare, lisy rude, jenoty, niedźwiedzie brunatne, borsuki azjatyckie, kuny leśne, gronostaje europejskie, rysie euroazjatyckie, bobry europejskie i łosie euroazjatyckie. Park zamieszkuje 173 gatunki ptaków, 17 gatunków ryb i 12 gatunków płazów i gadów.